# Campylomma verbasci
Campylomma verbasci, auch Königskerzen-Weichwanze genannt, ist eine Wanzenart aus der Familie der Weichwanzen (Miridae).

## Merkmale
Die Wanzen werden 2,8 bis 3,2 Millimeter lang. Die Arten der Gattung Campylomma sind verhältnismäßig klein und haben eine blasse Grundfarbe. Sie haben ein charakteristisch kurzes zweites Fühlerglied, das gleich lang oder kürzer als der Kopf breit ist. Die Sporne der Schienen (Tibien) entspringen aus schwarzen Punkten. Das erste Fühlerglied von Campylomma verbasci trägt einen schwarzen Ring. Die Art ähnelt Plagiognathus chyrsanthemi.

## Vorkommen und Lebensraum
Die Art ist in fast ganz Europa verbreitet und fehlt nur im hohen Norden. Im Süden reicht die Verbreitung bis Nordafrika, im Osten über den Nahen Osten und Zentralasien bis nach China. Sie wurde durch den Menschen in Nordamerika eingeschleppt. In Deutschland und Österreich ist sie weit verbreitet und tritt stellenweise häufig auf.
Die Individuen der frühen Generation besiedelt vor allem die Krautschicht, die Herbstgeneration findet man vor allem auf Gehölzen.

## Lebensweise
Die Wanzen leben an verschiedenen krautigen Pflanzen und Laubgehölzen, unter anderem auch an Königskerzen (Verbascum) und diversen Kulturpflanzen wie etwa Kartoffeln und besonders an holzigen Rosengewächsen (Rosaceae), wo sie regelmäßig als Schädlinge auftreten. Da sie sich jedoch zoophytophag ernähren, sind sie im Obstbau bei der Bekämpfung von Spinnmilben, Blattflöhen, Schild- und Mottenschildläusen sowie Zikaden nützlich, bei denen sie häufig an den Eiern saugen. Teilweise räuberisch leben nicht nur die adulten Wanzen, sondern auch die Nymphen, die die zoophage Ernährung für ihre Entwicklung sogar benötigen. Sie saugen auch an Nektar und Pollen ihrer Wirtspflanzen.
Imagines treten von Ende Mai bis Anfang Oktober auf, wobei zwei, in günstigen Jahren sogar drei Generationen ausgebildet werden. Nur selten überwintern auch die Imagines, normalerweise die Eier, die von den Weibchen tief in das Gewebe der jungen Triebe der Wirtspflanzen eingestochen werden.

## Belege